# Canal D
Canal D è un canale televisivo canadese a pagamento di proprietà di Astral Media; si concentra prevalentemente su documentari e fenomeni della società.

## Storia
Nel giugno 1994, la Canadian Radio-television and Telecommunications Commission (CRTC) ha concesso l'approvazione per una licenza di trasmissione televisiva di TVEC Inc. (Astral Media) per un canale chiamato Arts et Divertissement, descritto come un servizio modellato sull'americano A&E. Il servizio si proponeva di concentrarsi su quattro elementi principali: documentari, film, serie drammatiche, e programmi di arte.
Il canale è stato lanciato il 1º gennaio 1995 con il nome di Canal D.

### Canal D HD
Il 30 ottobre 2006, Astral Media ha lanciato Canal D HD, un servizio in HD di Canal D.

## Distribuzione internazionale
- Saint-Pierre e Miquelon – distribuito sui sistemi SPM Telecom.